# グランド・アーミー・プラザ (マンハッタン)
座標: 北緯40度45分52秒 西経73度58分24秒 / 北緯40.76444度 西経73.97333度
| プラザの北側にあるウィリアム・T・シャーマン像 |  | ピューリツァー記念噴水の上のPomona |
| プラザの北側にあるウィリアム・T・シャーマン像 |  | ピューリツァー記念噴水の上のPomona |

| グランドアーミープラザからセントラルパークサウスを西に向かって見た光景 |  | 5番街と59丁目の角から見たプラザホテル |
| グランドアーミープラザからセントラルパークサウスを西に向かって見た光景 |  | 5番街と59丁目の角から見たプラザホテル |

グランド・アーミー・プラザ (Grand Army Plaza) は マンハッタンのセントラルパーク・サウスと5番街の交差点、プラザホテルの正面に位置する広場である。セントラルパークサウス（59丁目のセントラルパークの南端となっている部分）の上下に一ブロックずつ、計二ブロック分に広がる。
このプラザを設けるというアイデアは1898年に彫刻家のen:Karl Bitterによって最初に提案された。ボザール様式を手がける建築事務所en:Carrère and Hastingsによって設計され1916年に完成した。ニューヨーク市議会によって1923年に、グランド・アーミー・オブ・ポトマックからとって
グランド・アーミー・プラザと名付けられた。
このプラザの北半分、セントラルパークの東南端に重なる部分にはen:Augustus Saint-Gaudensによって設計されたウィリアム・シャーマンの金色の乗馬像が設置されている。これは片手にpalm frond（植物の一種）を握りもう一方の手で前方を指し示す"Victory"の背後でシャーマンが馬にまたがっているデザインとなっている。一時的な彫刻の展示はこの北側のエリアに設置されることが多い。
プラザの南側には、出版者ジョーゼフ・ピューリツァー献金によるBitter設計の"ピューリツァー富の噴水" (Pulitzer Fountain of Abundance) がある。 噴水上部には、Bitterによって設計されたローマ神話の女神ポモナのブロンズ像が設置されている。 
1990年には総工費$3.7ミリオンの改修が行われた。世界的に有名なプラザホテルはその南西の角に位置している。